# 외계 행성 탐사방법

2020년 공식적으로 발견된 외계행성의 수
직접촬영
중력렌즈
통과법
시선속도
펄사타이밍

외계 행성 탐사방법은 외계행성을 발견하는 방법과 예시를 담은 문서이다. 대부분 직접적인 증거보다 간접적인 증거를 찾아 외계행성을 추론하는 경우다.

## 발견 방법
여러 가지 방법이 존재한다.

### 시선속도
행성이 있는 별은 행성의 중력에 영향을 받아 작게 움직인다. 이로 인해 관측 대상이 지구를 향하거나 멀어지면서 도플러 효과에 의한 적색/청색편이가 발생한다. 시선 속도는 도플러효과로 인해 모항성 스펙트럼의 변화에서 추론이 가능해진다. 대부분 이진 질량 함수를 사용하여 행성의 존재를 확인,측정한다.
그러나 행성의 질량 중심 주위의 궤도 반경이 너무 작기 때문에 행성계의 질량 중심 주위의 별의 운동속도는 행성의 운동속도보다 훨씬 작다.. 그렇지만 현대에는 라 비전 천문대의 ESO 3.6 미터 망원경의 HARPS 분광계와 같은 현대식 분광계로 매우 작은 섭동도 측정할 수 있다. 또한 켁 망원경의 외부 분산 간섭계를 이용해 시선 속도를 정밀하게 측정할 수 있다.
타 방법이 발전하기 전까지는 가장 효율적인 방법이다. 그렇지만 상대적으로 높은 신호 대용량 비가 필요함으로 가까운 별에서 중점적으로 사용된다. 또한, 단일망원경으로 다중적인 컴퓨터 처리 기술이 개발되지 않았다. 이러한 점으로 인해 시선속도를 이용한 발견법으로는 목성형 행성을 많이 발견하였다. 그렇지만 이 방법으로 유사 지구나 지구형 행성을 발견하지 못하는 것은 아니며, 이 방법을 이용해 프록시마 b를 발견한 전례도 있다.
그리고 저질량 항성 주위의 행성을 감지하는 것에 특화된 방법이기도 하다. 일단, 저질량 항성들은 가지고 있는 행성의 중력적 영향을 더 많이 받아 구분하기 쉽다. 두 번째로, 저질량 항성이 상대적으로 느리게 회전하여 발견이 더 쉽다. 고속 회전은 행성과의 섭동과 자체 운동에너지가 데이터에 오차를 주게된다. 또한, 모항성에 가까이 붙어있는 행성일 경우에도 관측이 쉬워지는데, 중력적 영향을 더 많이 받기 때문이다. 주계열성 단계를 끝내고 점근거성기지 단계로 진입하면 별의 회전 속도가 느려지기 때문에 별이 주계열 단계를 떠난 경우 고질량 항성 주위의 행성을 감지하는 것이 더 쉽다.
큰 궤도경사각를 가진 행성은 더 작은 가시적인 흔들림을 형성하므로 탐지가 더 어렵다. 그러나 다른 장점도 있는데, 시선 속도 방법의 장점 중 하나는 궤도반지름을 직접 측정 할 수 있는 것이다. 하지만 이 장점도 근사치를 구할 수 있을 뿐, 정확한 질량은 구하기 어렵다. 이 계산값은 천체의 최소질량을 구하는 식과 연관되어 있다.({\displaystyle M_{\text{true}}*{\sin i}\,}). 여기서 i는 궤도경사각이다. 이 단점을 상쇄할 수 있는 방법 중 하나는 다른 행성의 존재를 확인해 질량을 구하는 것이다.

### 식 현상을 이용(통과법, 횡단법)

행성이 모항성을 통과하는 것을 간단히 한 그림

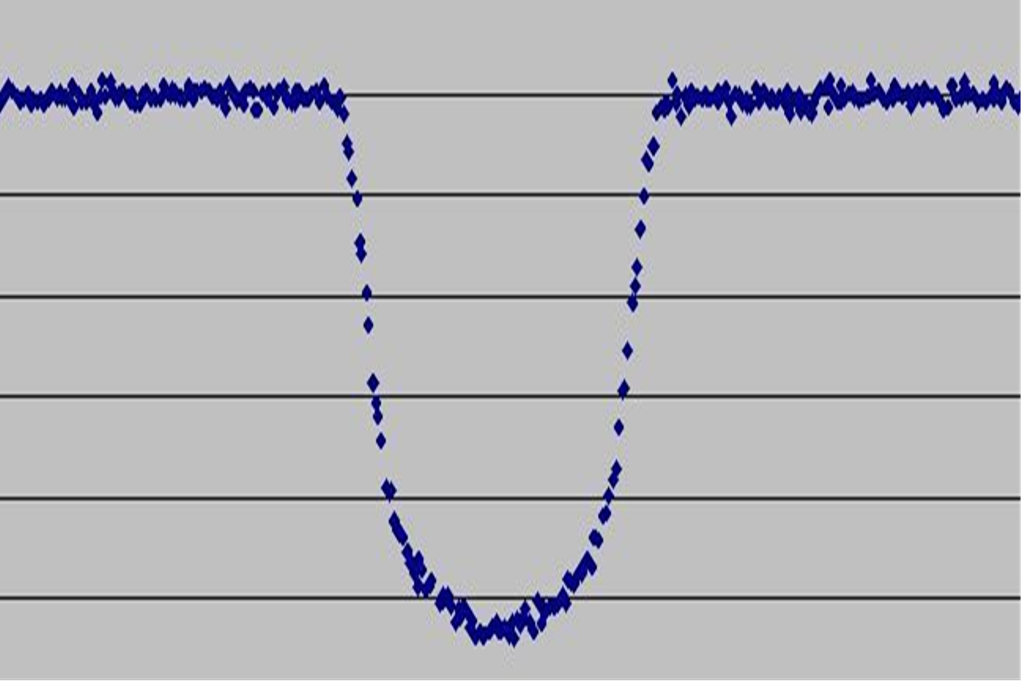
케플러-6b의 식현상

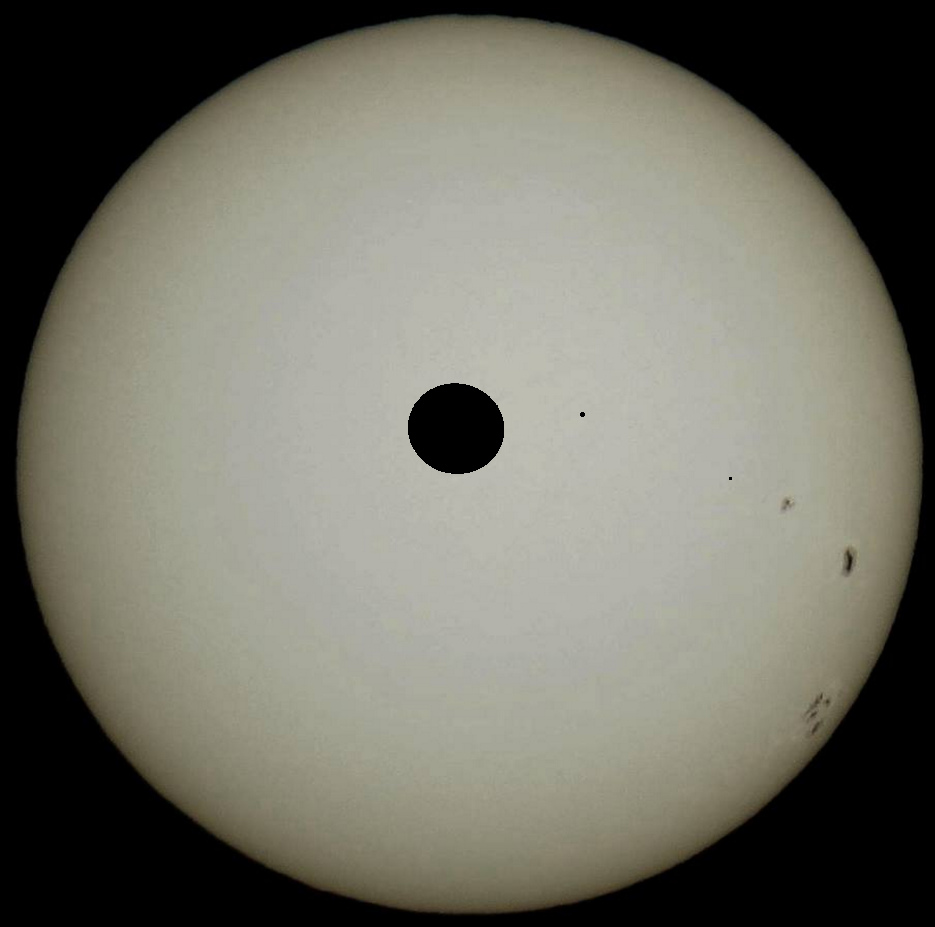
목성의 통과 현상

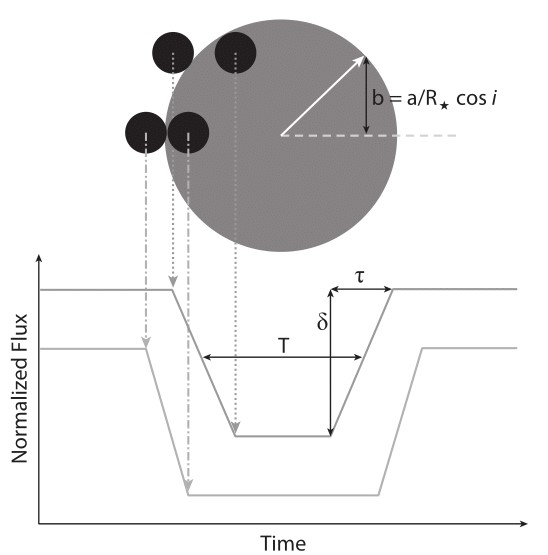
행성의 통과에 따른 광도변화

통과법은 행성이 통과할 때 모항성의 광구의 밝기차를 이용하는 방법이다. 시선 속도 방법은 행성의 질량에 대한 정보를 알아낼 수 있지만, 통과법은 행성 반지름에 대한 정보를 알아낼 수 있다. 행성이 모항성의 광구를 통과하는 시간 동안 별의 밝기가 평소보다 상대적으로 줄어든다. 한 예로, HD 209458의 행성이 광구를 지나갈 때 1.7% 내외로 밝기가 감소한다. 그러나 광구를 통과하는 대상이 너무 작으면 관측되지 않을 수도 있다. 예를 들어, 태양과 같은 별을 통과하는 지구 크기의 행성은 0.008 % 정도 밝기를 어둡게 한다.
이론적인 통과에 의한 밝기 감소 수식은 다음과 같은 변수를 필요로 한다. 필요 변수로는 통과 광도 (δ), 통과 지속 시간 (T), 진입/사출 지속 시간 (τ)와 주기 (P)를 필요로 한다. 그러나 이러한 관측량은 몇 가지 가정을 기반으로 계산된다. 계산의 편의를 위해 행성과 별이 구형이고 별주위원반이 균일하며, 궤도가 원형이라고 가정한다. 관측된 외계 행성이 별을 통과하는 동안의 상대적 위치에 따라, 빛의 변화를 그래프로 나타낸 물리적 매개 변수가 변경된다. 통과 광도 (δ)는 통과하는 동안 항성의 광도 감소를 나타낸다. 외계 행성의 통과 시간 (T)은 행성이 별을 통과하는 데 소요되는 시간이다. 관측된 항성은 행성이 별을 통과할 때 궤도에서 얼마나 빠르게 또는 느리게 움직이는지에 따라 변수의 값이 결정된다. 진입/사출 지속 시간 (τ)은 행성이 별을 완전히 덮고 별을 완전히 가리는 데 걸리는 시간을 나타낸다. 행성이 항성의 반지름의 한쪽 끝에서 다른 끝으로 이동하는 경우 행성이 별을 완전히 통과하는데 시간이 덜 걸리기 때문에 진입/출발 시간이 단축되기 된다. 대부분 통과법과 시선속도법을 모두 활용해 질량과 반지름을 알아낸다.
이 방법에는 두 가지 주요 단점이 있다. 먼저, 행성의 궤도는 관측자의 관측지점을 기준으로 하여 완벽하게 정렬되는 경우에만 관찰이 가능하다. 궤도가 상대적으로 작은 행성을 가진 항성의 계는 관측할 수 없는 궤도경사가를 가진 경우가 10% 정도이다. 이와 대조적으로 더 큰 궤도를 가진 행성은 관측에 실패할 확률이 줄어들게 된다. 한 예로, 태양 크기의 별을 공전하는 항성계를 관측하여 지구를 기준, 관측이 가능한 경우는 대략 0.47% 정도다. 그러나 한 번에 수천 또는 수십만 개의 별이 포함된 넓은 범위를 스캔함으로써 통과법은 시선 속도보다 더 많은 행성을 찾을 수 있다. 지상 기반 MEarth 프로젝트, SuperWASP, KELT, HATNet, COROT, 케플러 및 TESS 등의 망원경이 이 방식을 사용하였다.
이 외의 문제점을 꼽자면 적색거성은 통과로 인한 광도 변화를 알아내기 어렵다는 점이 있다. 그렇지만 통과법을 이용해서 외계 행성이 가릴 때 모항성의 스펙트럼 변화를 이용하여 외계행성의 대기성분 및 대기의 두께 등을 알아낼 수 있다.

### 직접 촬영

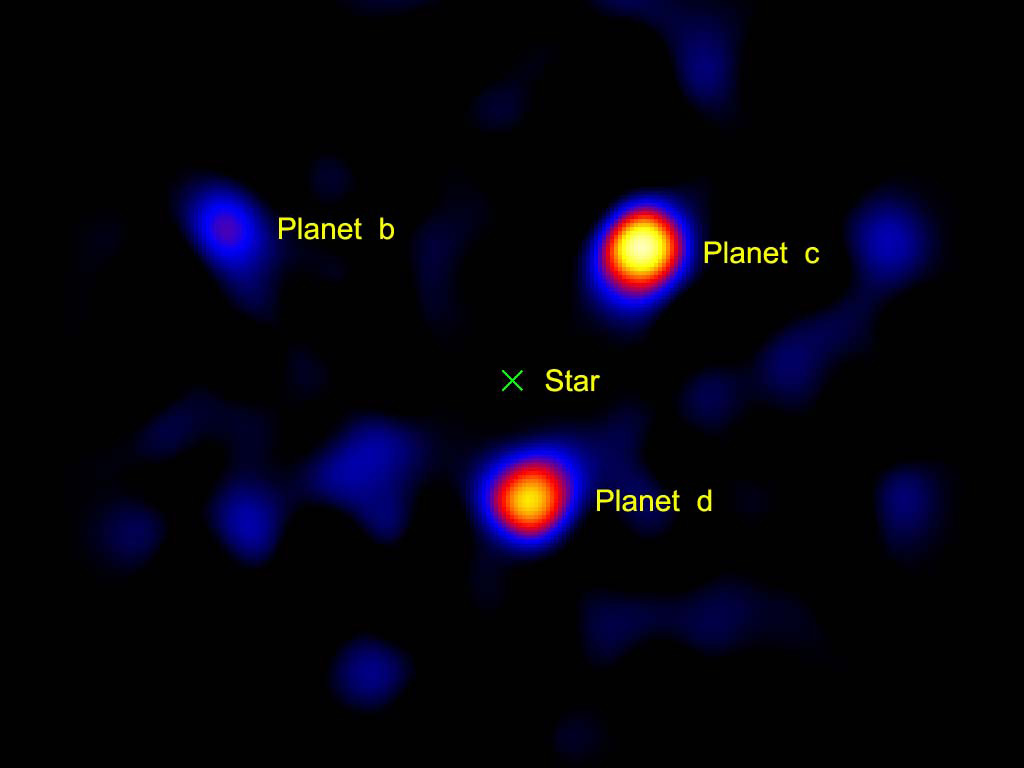
직접 촬영한 HR8799와 행성. 헤일 망원경으로 관측하였다.

외계 행성은 모항성에 비해 매우 어두워 하나의 빛 파장을 사용하여 발견하기는 쉽지 않다. 대부분 가시광선, X선, 적외선 등을 합쳐 관측 데이터를 구하며, 행성이 멀리 떨어져 있거나 목성형 행성일 때 발견하기 더 쉽다. 대부분의 데이터는 코로나그래프를 이용해 구한다.

### 펄사 타이밍
펄사는 고도로 자기화된, 관측 가능한 전파의 형태로 전자기파의 광선을 뿜는, 자전하는 중성자별이다. 펄사의 가장 큰 특성으로는 매우 정확하게 공전과 전자기파를 방출하는 것이다. 만약 펄사를 공전하는 행성이 존재한다면 이론적으로 산출해낸 계산값에 벗어난 오차가 생기게 된다. 이 방법으로 발견한 행성은 기본적으로 매우 높은 방사선수치를 가지며, 폭발로 인해 대기가 모두 날아간 행성들이 다반사이다. 이 방법으로 발견한 행성들 중 대표적인 것이 알렉산더 볼시찬과 데일 프레일이 발견한 PSR 1257+12의 행성들이다.

### 중력렌즈

Gravitational microlensing

중력렌즈는 행성의 중력장이 작용하여 정렬된 별을 확대, 왜곡한 경우 발생하게 된다. 오랜 시간의 모니터링을 필요로하며, 중력렌즈가 같은 별에서 다시 나타날 가능성은 매우 희박하기 때문에 주의를 기울여 관측해야 한다. 이 방법을 사용해 OGLE-2005-BLG-390Lb를 발견했다..

## 같이 보기
- 외계행성
- 외계위성